# Plebejus majellensis
Plebejus majellensis är en fjärilsart som beskrevs av Franz Dannehl 1927. Plebejus majellensis ingår i släktet Plebejus och familjen juvelvingar. Inga underarter finns listade i Catalogue of Life.